# 第66回ブルーリボン賞 (鉄道)

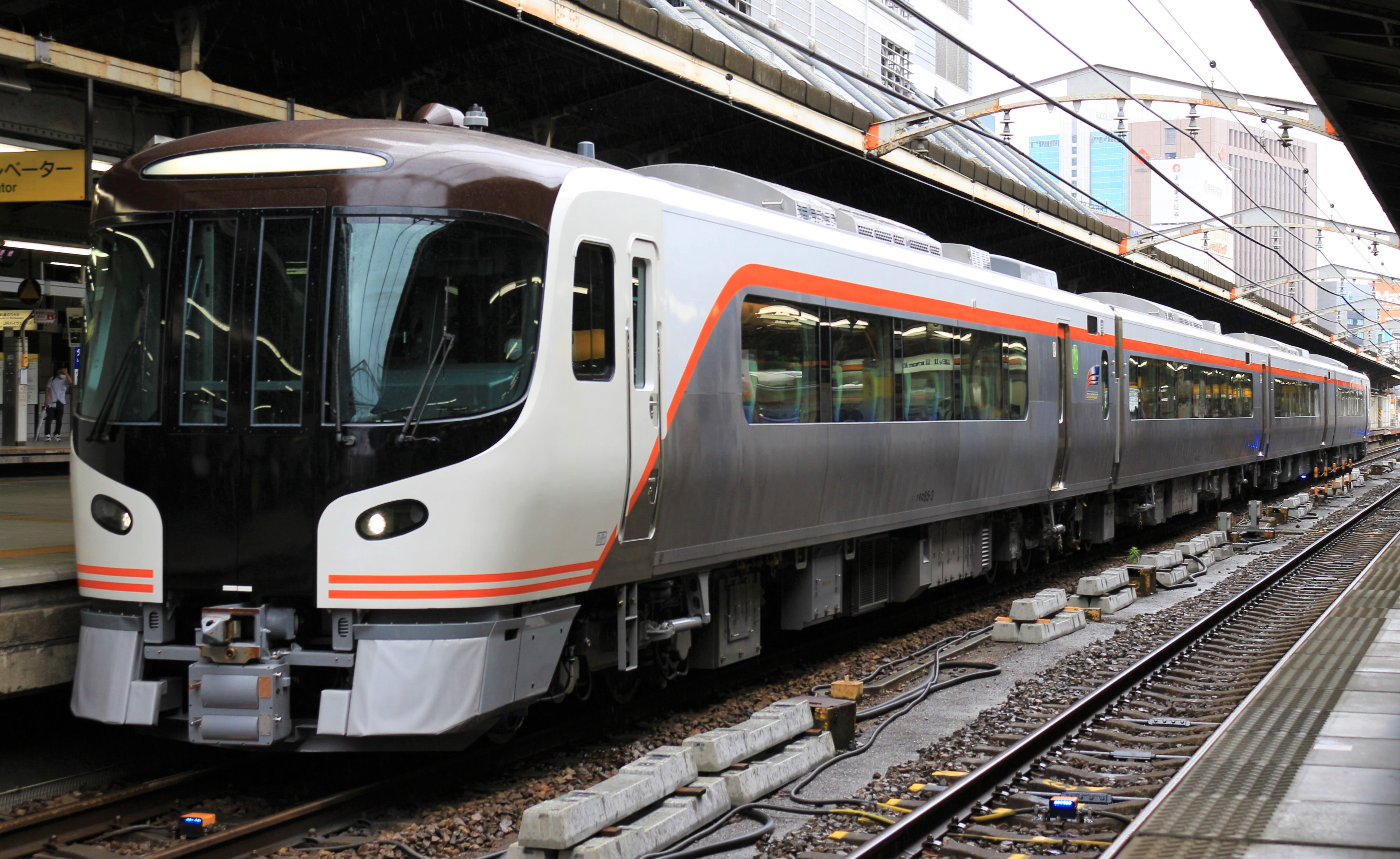
第66回ブルーリボン賞
東海旅客鉄道HC85系気動車

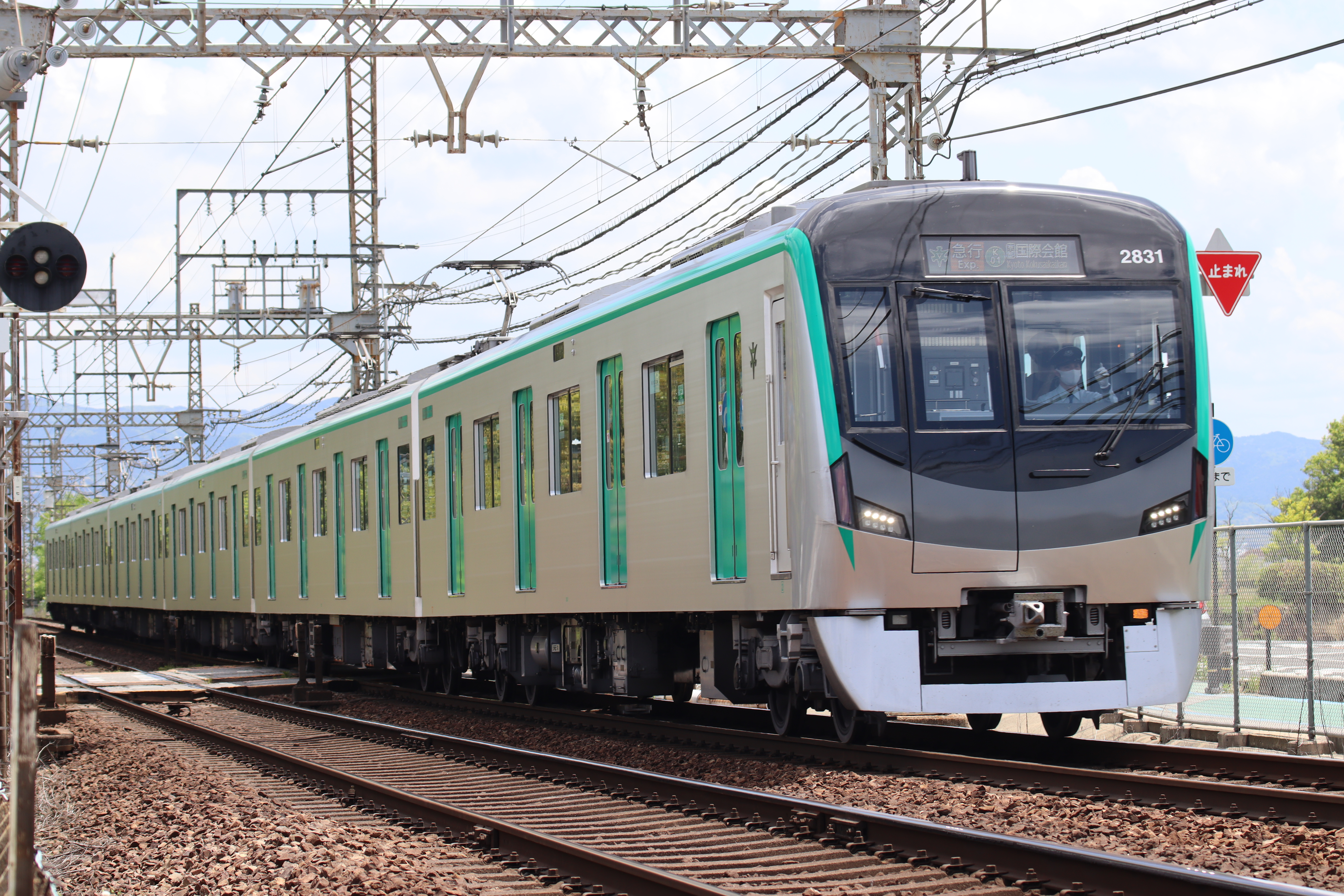
第63回ローレル賞
京都市交通局20系電車

第66回ブルーリボン賞（だい66かいブルーリボンしょう）は、2023年に鉄道友の会が選定したブルーリボン賞である。本項では、第63回ローレル賞（だい63かいローレルしょう）についても併せて解説する。

## 概要
日本国内で使用する鉄道・軌道車両のうち、2022年1月1日から12月31日までの間に日本国内で営業運転に就いた新形式車両またはそれとみなせる車両で、候補車両決定の時点で現に営業をしていることを概ねの要件とする選定候補車両13車種のなかから、ブルーリボン賞・ローレル賞各1形式が選定された。

## 選定車両

### ブルーリボン賞
- 東海旅客鉄道 HC85系気動車
  - 有効投票総数3372票のうち最高得票の1043票により選定[1]。

### ローレル賞
- 京都市交通局 20系電車

## 候補車両
鉄道友の会ブルーリボン賞・ローレル賞選考委員会が、候補車両とした13車種。
| 会社名           | 車両形式                                    |
| ---------------- | ------------------------------------------- |
| 北海道旅客鉄道   | スハフ14形客車「たんちょうカー」            |
| 秋田内陸縦貫鉄道 | AN-8800形気動車「秋田マタギ号」             |
| 東京都交通局     | 6500形電車                                  |
| 横浜市交通局     | 4000形電車                                  |
| アルピコ交通     | 20100形電車                                 |
| 東海旅客鉄道     | 315系電車                                   |
| 東海旅客鉄道     | HC85系気動車                                |
| 京都市交通局     | 20系電車                                    |
| 近畿日本鉄道     | 19200系電車                                 |
| 四国旅客鉄道     | キハ185系1400番台気動車「伊予灘ものがたり」 |
| 九州旅客鉄道     | N700S系8000番台新幹線電車                   |
| 九州旅客鉄道     | キハ40系気動車「ふたつ星4047」              |
| 長崎電気軌道     | 6000形電車                                  |